# Districte electoral de Roquetes
El districte de Roquetes fou una circumscripció electoral del Congrés dels Diputats utilitzada en les eleccions generals espanyoles entre 1871 i 1923. Es tractava d'un districte uninominal, ja que només era representat per un sol diputat.

## Àmbit geogràfic
El districte comprenia tots els municipis del partit judicial de Tortosa situats a la dreta de l'Ebre, així com d'Arnes i Horta de Sant Joan, municipis del partit de Gandesa.

## Diputats electes
| Elecció | Elecció        | Diputat                         | Partit/Ideologia          |
| ------- | -------------- | ------------------------------- | ------------------------- |
|         | 1871           | Joaquim Piñol i Navas           | Partit Constitucional     |
|         | Agost 1872     | Climent Escardó i Llasat        | Liberal                   |
|         | 1873           | Antonio Kies i Muñoz            | Liberal                   |
|         | 1876           | Juan Carnicero y San Román      | Conservador               |
|         | 1878 (parcial) | Albert Bosch i Fustegueras      | Conservador               |
|         | 1884           | Francisco Martínez Corbalán     | Conservador               |
|         | 1886           | Augusto Kobbe Calves            | Liberal                   |
|         | 1886 (parcial) | Carlos Groizard Coronado        | Liberal                   |
|         | 1891           | Albert Bosch i Fustegueras      | Conservador               |
|         | 1892 (parcial) | Francisco Javier Bores y Romero | Conservador               |
|         | 1893           | Vicente López Puigcerver        | Conservador               |
|         | 1896           | Miquel Castellà i Borràs        | Conservador               |
|         | 1898           | Vicente López Puigcerver        | Conservador               |
|         | 1907           | Agustí Querol i Subirats        | Conservador anti-solidari |
|         | 1910           | Manuel Kindelán y de la Torre   | Liberal                   |
|         | 1914           | Joan Barco Cosme                | Conservador datista       |
|         | 1914 (parcial) | Manuel Kindelán y de la Torre   | Liberal garciaprietista   |

## Resultats electorals

### Dècada de 1920
| Eleccions generals del 29/04/1923 |                    |                               |        |      |
| Partit/Ideologia                  | Partit/Ideologia   | Candidat                      | Vots   | %    |
|                                   | Liberal            | Manuel Kindelán y de la Torre | 6.306  | 73,8 |
|                                   | Lliga Regionalista | Tomàs d'Aquino Pou de Foxà    | 1.560  | 18,3 |
|                                   | Republicà          | Josep Berenguer i Cros        | 643    | 7,5  |
| Vots en blanc                     | Vots en blanc      | Vots en blanc                 | 30     | 0,4  |
| Total                             | Total              | Total                         | 8.539  | 100  |
| Cens/participació                 | Cens/participació  | Cens/participació             | 15.293 | 55,8 |

| Eleccions generals del 19/12/1920 |                                    |                               |        |      |
| Partit/Ideologia                  | Partit/Ideologia                   | Candidat                      | Vots   | %    |
|                                   | Unió Monàrquica Nacional (liberal) | Manuel Kindelán y de la Torre | 6.910  | 85,4 |
|                                   | Republicà                          | Josep Berenguer i Cros        | 1.086  | 13,4 |
|                                   | Altres                             | Altres                        | 97     | 1,2  |
| Total                             | Total                              | Total                         | 8.093  | 100  |
| Cens/participació                 | Cens/participació                  | Cens/participació             | 14.904 | 54,3 |

### Dècada de 1910
| Eleccions generals del 01/06/1919 |                                    |                               |        |      |
| Partit/Ideologia                  | Partit/Ideologia                   | Candidat                      | Vots   | %    |
|                                   | Unió Monàrquica Nacional (liberal) | Manuel Kindelán y de la Torre | 5.316  | 60,3 |
|                                   | Coalició republicana (PRR)         | Josep Pérez de Rozas i Masdeu | 3.475  | 39,4 |
|                                   | Altres                             | Altres                        | 8      | 0,1  |
| Vots en blanc                     | Vots en blanc                      | Vots en blanc                 | 21     | 0,2  |
| Total                             | Total                              | Total                         | 8.820  | 100  |
| Cens/participació                 | Cens/participació                  | Cens/participació             | 14.463 | 61,0 |

| Eleccions generals del 24/02/1918 |                      |                               |        |      |
| Partit/Ideologia                  | Partit/Ideologia     | Candidat                      | Vots   | %    |
|                                   | Liberal              | Manuel Kindelán y de la Torre | 4.194  | 40,1 |
|                                   | Lliga Regionalista   | Francesc Ripoll i Fortuño     | 3.506  | 33,5 |
|                                   | Coalició d'esquerres | Josep Pérez de Rozas i Masdeu | 2.741  | 26,2 |
|                                   | Altres               | Altres                        | 20     | 0,2  |
| Vots en blanc                     | Vots en blanc        | Vots en blanc                 | 4      | 0,0  |
| Total                             | Total                | Total                         | 10.465 | 100  |
| Cens/participació                 | Cens/participació    | Cens/participació             | 14.731 | 71,0 |

| Eleccions generals del 09/04/1916 |                   |                               |        |      |
| Partit/Ideologia                  | Partit/Ideologia  | Candidat                      | Vots   | %    |
|                                   | Liberal           | Manuel Kindelán y de la Torre | 7.154  | 87,9 |
|                                   | Republicà         | Lluís Companys i Jover        | 1.151  | 14,1 |
| Vots en blanc                     | Vots en blanc     | Vots en blanc                 | 92     | 1,1  |
| Total                             | Total             | Total                         | 8.143  | 100  |
| Cens/participació                 | Cens/participació | Cens/participació             | 14.433 | 56,4 |

| Elecció parcial del 04/06/1914 |                         |                               |        |       |
| Partit/Ideologia               | Partit/Ideologia        | Candidat                      | Vots   | %     |
|                                | Liberal garciaprietista | Manuel Kindelán y de la Torre | 5.248  | 50,1  |
|                                | Conservador independent | Joan Barco Cosme              | 5.125  | 48,9  |
|                                | Altres                  | Altres                        | 101    | 1,0   |
| Total                          | Total                   | Total                         | 10.474 | 100   |
| Cens/participació              | Cens/participació       | Cens/participació             | 1.082  | 968,0 |

| Eleccions generals del 08/03/1914 |                         |                               |        |      |
| Partit/Ideologia                  | Partit/Ideologia        | Candidat                      | Vots   | %    |
|                                   | Conservador datista     | Joan Barco Cosme              | 5.608  | 54,5 |
|                                   | Liberal garciaprietista | Manuel Kindelán y de la Torre | 4.664  | 45,3 |
| Vots en blanc                     | Vots en blanc           | Vots en blanc                 | 16     | 0,2  |
| Vots nuls                         | Vots nuls               | Vots nuls                     | 7      | 0,1  |
| Total                             | Total                   | Total                         | 10.295 | 100  |
| Cens/participació                 | Cens/participació       | Cens/participació             | 14.082 | 73,1 |

| Eleccions generals del 08/05/1910 |                         |                               |        |      |
| Partit/Ideologia                  | Partit/Ideologia        | Candidat                      | Vots   | %    |
|                                   | Liberal                 | Manuel Kindelán y de la Torre | 5.993  | 60,3 |
|                                   | Conservador             | Josep R. Franquet             | 2.356  | 23,7 |
|                                   | Comunió Tradicionalista | Josep Oriol de Bofarull       | 1.034  | 10,4 |
|                                   | Republicà               | Marcel·lí Domingo i Sanjuán   | 164    | 1,7  |
|                                   | Altres                  | Altres                        | 18     | 0,2  |
| Vots en blanc                     | Vots en blanc           | Vots en blanc                 | 372    | 3,7  |
| Total                             | Total                   | Total                         | 9.937  | 100  |
| Cens/participació                 | Cens/participació       | Cens/participació             | 13.726 | 72,4 |

### Dècada de 1900
| Eleccions generals del 21/04/1907 |                           |                          |        |      |
| Partit/Ideologia                  | Partit/Ideologia          | Candidat                 | Vots   | %    |
|                                   | Conservador anti-solidari | Agustí Querol i Subirats | 5.846  | 69,0 |
|                                   | Liberal anti-solidari     | Germà Adell Borrell      | 1.626  | 19,2 |
|                                   | Republicà                 | José Hilario Ayuso       | 978    | 11,6 |
|                                   | Liberal anti-solidari     | Vicente López Puigcerver | 0      | 0,0  |
|                                   | Altres                    | Altres                   | 17     | 0,2  |
| Total                             | Total                     | Total                    | 8.467  | 100  |
| Cens/participació                 | Cens/participació         | Cens/participació        | 12.561 | 67,4 |

| Elecció parcial del 17/12/1905 |                    |                          |        |      |
| Partit/Ideologia               | Partit/Ideologia   | Candidat                 | Vots   | %    |
|                                | Liberal monterista | Vicente López Puigcerver | 8.247  | 94,2 |
|                                | Altres             | Altres                   | 505    | 5,8  |
| Total                          | Total              | Total                    | 8.752  | 100  |
| Cens/participació              | Cens/participació  | Cens/participació        | 12.871 | 68,0 |

| Eleccions generals del 10/11/1905 |                    |                          |        |      |
| Partit/Ideologia                  | Partit/Ideologia   | Candidat                 | Vots   | %    |
|                                   | Liberal monterista | Vicente López Puigcerver | 6.643  | 81,7 |
|                                   | Republicà          | José Hilario Ayuso       | 1.484  | 18,2 |
|                                   | Liberal moretista  | Germà Adell Borrell      | 0      | 0,0  |
|                                   | Altres             | Altres                   | 2      | 0,0  |
| Vots en blanc                     | Vots en blanc      | Vots en blanc            | 4      | 0,0  |
| Total                             | Total              | Total                    | 8.133  | 100  |
| Cens/participació                 | Cens/participació  | Cens/participació        | 12.900 | 63,0 |

| Elecció parcial del 26/05/1903 |                   |                          |        |      |
| Partit/Ideologia               | Partit/Ideologia  | Candidat                 | Vots   | %    |
|                                | Liberal           | Vicente López Puigcerver | 5.169  | 51,8 |
|                                | Conservador       | Marqués de Atalayuelas   | 4.430  | 44,4 |
|                                | Altres            | Altres                   | 385    | 3,9  |
| Total                          | Total             | Total                    | 9.984  | 100  |
| Cens/participació              | Cens/participació | Cens/participació        | 12.320 | 81,0 |

| Eleccions generals del 19/05/1901 |                   |                          |        |      |
| Partit/Ideologia                  | Partit/Ideologia  | Candidat                 | Vots   | %    |
|                                   | Liberal           | Vicente López Puigcerver | 8.531  | 99,8 |
|                                   | Altres            | Altres                   | 14     | 0,2  |
| Total                             | Total             | Total                    | 8.545  | 100  |
| Cens/participació                 | Cens/participació | Cens/participació        | 12.103 | 70,6 |

### Dècada de 1890
| Eleccions generals del 16/04/1899 |                   |                          |        |      |
| Partit/Ideologia                  | Partit/Ideologia  | Candidat                 | Vots   | %    |
|                                   | Conservador       | Vicente López Puigcerver | 4.136  | 49,4 |
|                                   | Altres            | Altres                   | 4.235  | 50,6 |
| Total                             | Total             | Total                    | 8.371  | 100  |
| Cens/participació                 | Cens/participació | Cens/participació        | 11.797 | 71,0 |

| Eleccions generals del 27/03/1898 |                   |                          |        |       |
| Partit/Ideologia                  | Partit/Ideologia  | Candidat                 | Vots   | %     |
|                                   | Conservador       | Vicente López Puigcerver | 8.548  | 100,0 |
|                                   | Altres            | Altres                   | 3      | 0,0   |
| Total                             | Total             | Total                    | 8.551  | 100   |
| Cens/participació                 | Cens/participació | Cens/participació        | 11.730 | 72,9  |

| Eleccions generals del 12/04/1896 |                   |                          |        |       |
| Partit/Ideologia                  | Partit/Ideologia  | Candidat                 | Vots   | %     |
|                                   | Conservador       | Miquel Castellà i Borràs | 9.436  | 100,0 |
| Total                             | Total             | Total                    | 9.436  | 100   |
| Cens/participació                 | Cens/participació | Cens/participació        | 11.546 | 81,7  |

| Eleccions generals del 05/03/1893 |                   |                          |        |      |
| Partit/Ideologia                  | Partit/Ideologia  | Candidat                 | Vots   | %    |
|                                   | Conservador       | Vicente López Puigcerver | 3.813  | 45,1 |
|                                   | Altres            | Altres                   | 4.649  | 54,9 |
| Total                             | Total             | Total                    | 8.462  | 100  |
| Cens/participació                 | Cens/participació | Cens/participació        | 11.082 | 76,4 |

| Elecció parcial del 21/02/1892 |                   |                                 |        |       |
| Partit/Ideologia               | Partit/Ideologia  | Candidat                        | Vots   | %     |
|                                | Conservador       | Francisco Javier Bores y Romero | 7.934  | 100,0 |
|                                | Altres            | Altres                          | 1      | 0,0   |
| Total                          | Total             | Total                           | 7.935  | 100   |
| Cens/participació              | Cens/participació | Cens/participació               | 10.855 | 73,1  |

| Eleccions generals del 01/02/1891 |                   |                            |        |      |
| Partit/Ideologia                  | Partit/Ideologia  | Candidat                   | Vots   | %    |
|                                   | Conservador       | Albert Bosch i Fustegueras | 4.147  | 47,9 |
|                                   | Altres            | Altres                     | 4.512  | 52,1 |
| Total                             | Total             | Total                      | 8.659  | 100  |
| Cens/participació                 | Cens/participació | Cens/participació          | 10.848 | 79,8 |

### Dècada de 1880
| Elecció parcial del 13/04/1886 |                  |                          |       |      |
| Partit/Ideologia               | Partit/Ideologia | Candidat                 | Vots  | %    |
|                                | Liberal          | Carlos Groizard Coronado | 1.270 | 79,1 |
|                                | Altres           | Altres                   | 335   | 20,9 |
| Total                          | Total            | Total                    | 1.605 | 100  |

| Eleccions generals del 04/04/1886 |                  |                      |       |       |
| Partit/Ideologia                  | Partit/Ideologia | Candidat             | Vots  | %     |
|                                   | Liberal          | Augusto Kobbe Calves | 1.601 | 111,9 |
| Total                             | Total            | Total                | 1.431 | 100   |

| Eleccions generals del 27/04/1884 |                  |                             |       |      |
| Partit/Ideologia                  | Partit/Ideologia | Candidat                    | Vots  | %    |
|                                   | Conservador      | Francisco Martínez Corbalán | 1.722 | 91,8 |
|                                   | Altres           | Altres                      | 154   | 8,2  |
| Total                             | Total            | Total                       | 1.876 | 100  |

| Eleccions generals del 20/08/1881 |                  |                            |       |      |
| Partit/Ideologia                  | Partit/Ideologia | Candidat                   | Vots  | %    |
|                                   | Conservador      | Albert Bosch i Fustegueras | 961   | 46,2 |
|                                   | Altres           | Altres                     | 1.117 | 53,8 |
| Total                             | Total            | Total                      | 2.078 | 100  |

| Elecció parcial del 10/03/1880 |                  |                            |       |
| Partit/Ideologia               | Partit/Ideologia | Candidat                   | Vots  |
|                                | Conservador      | Albert Bosch i Fustegueras | 1.601 |

### Dècada de 1870
| Eleccions generals del 20/04/1879 |                  |                            |       |      |
| Partit/Ideologia                  | Partit/Ideologia | Candidat                   | Vots  | %    |
|                                   | Conservador      | Albert Bosch i Fustegueras | 1.260 | 73,2 |
|                                   | Altres           | Altres                     | 461   | 26,8 |
| Total                             | Total            | Total                      | 1.721 | 100  |

| Elecció parcial del 01/04/1878 |                   |                            |       |       |
| Partit/Ideologia               | Partit/Ideologia  | Candidat                   | Vots  | %     |
|                                | Conservador       | Albert Bosch i Fustegueras | 0     | 0,0   |
|                                | Altres            | Altres                     | 5.331 | 100,0 |
| Total                          | Total             | Total                      | 5.331 | 100   |
| Cens/participació              | Cens/participació | Cens/participació          | 8.106 | 65,8  |

| Eleccions generals del 20/01/1876 |                  |                            |       |       |
| Partit/Ideologia                  | Partit/Ideologia | Candidat                   | Vots  | %     |
|                                   | Conservador      | Juan Carnicero y San Román | 6.140 | 100,0 |
| Total                             | Total            | Total                      | 6.140 | 100   |

| Eleccions generals del 10/05/1873 |                   |                      |        |      |
| Partit/Ideologia                  | Partit/Ideologia  | Candidat             | Vots   | %    |
|                                   | Liberal           | Antonio Kies i Muñoz | 5.187  | 99,1 |
|                                   | Altres            | Altres               | 48     | 0,9  |
| Total                             | Total             | Total                | 5.235  | 100  |
| Cens/participació                 | Cens/participació | Cens/participació    | 11.168 | 46,9 |

| Eleccions generals del 24/08/1872 |                   |                          |        |      |
| Partit/Ideologia                  | Partit/Ideologia  | Candidat                 | Vots   | %    |
|                                   | Liberal           | Climent Escardó i Llasat | 2.552  | 60,7 |
|                                   | Altres            | Altres                   | 1.653  | 39,3 |
| Total                             | Total             | Total                    | 4.205  | 100  |
| Cens/participació                 | Cens/participació | Cens/participació        | 10.407 | 40,4 |

| Eleccions generals del 03/04/1872 |                       |                       |        |      |
| Partit/Ideologia                  | Partit/Ideologia      | Candidat              | Vots   | %    |
|                                   | Partit Constitucional | Joaquim Piñol i Navas | 4.094  | 61,1 |
|                                   | Altres                | Altres                | 2.602  | 38,9 |
| Total                             | Total                 | Total                 | 6.696  | 100  |
| Cens/participació                 | Cens/participació     | Cens/participació     | 10.320 | 64,9 |

| Eleccions generals del 08/03/1871 |                       |                       |        |      |
| Partit/Ideologia                  | Partit/Ideologia      | Candidat              | Vots   | %    |
|                                   | Partit Constitucional | Joaquim Piñol i Navas | 3.826  | 51,0 |
|                                   | Altres                | Altres                | 3.669  | 49,0 |
| Total                             | Total                 | Total                 | 7.495  | 100  |
| Cens/participació                 | Cens/participació     | Cens/participació     | 10.518 | 71,3 |